# Santiago Alba Bonifaz
 (juillet 2025).
Si vous disposez d'ouvrages ou d'articles de référence ou si vous connaissez des sites web de qualité traitant du thème abordé ici, merci de compléter l'article en donnant les références utiles à sa vérifiabilité et en les liant à la section « Notes et références ».
Pour les articles homonymes, voir Alba.
Santiago Alba Bonifaz (né à Zamora le 23 décembre 1872, mort à Saint-Sébastien le 8 avril 1949) est un avocat, journaliste  et homme politique espagnol. Il est ministre de la Défense, de l'Éducation et des Beaux-arts, de l'Intérieur, du Budget et des Affaires étrangères durant le règne d'Alphonse XIII.
Né dans une famille appartenant à la classe moyenne et ayant d'importants contacts politiques, il est fils d'Obdulia Bonifaz, un cousin de Manuel Ruiz Zorrilla et de César Alba García Oyuelos, un prestigieux avocat exerçant à Valladolid, où Santiago Alba est élevé et où il obtient à l'université un diplôme en droit. Cependant son activité professionnelle s'oriente vers le journalisme : il est rédacteur à La Opinión et gérant de El Norte de Castilla, revue dont il fait l'acquisition en 1893.

## Député

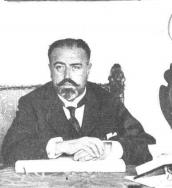
Santiago Alba en 1922.

Marié en 1897 avec Enriqueta Delibes, il entame une carrière politique nationale au cours des élections de 1901 comme représentant de l'Union nationale; il obtient un siège de député pour la circonscription de Valladolid.
Après son rattachement au parti libéral, il obtient de nouveau une place de député pour Valladolid aux élections de 1903; il y renonce lorsqu'il est nommé sous-secrétaire de la présidence du Conseil des Ministres, ainsi qu'aux élections de 1905, place à laquelle il renonce également pour occuper le poste de gouverneur de la Banque d'Espagne. Au cours des élections successives jusqu'en 1936, il est de nouveau élu pour Valladolid, Grenade ou Zamora ; durant les scrutins au cours de la Seconde République, il est rattaché au Parti républicain radical, et est président du Parlement entre 1933 et 1935.

## Ministre
Il est ministre de la Marine (de la Guerre) entre le 30 novembre et le 4 décembre 1906 dans un gouvernement de Moret.
Il est également ministre de l'Instruction publique et des Beaux-arts à deux occasions: entre le 12 mars et le 31 décembre 1912 dans un cabinet formé par Canalejas, et entre le 22 mars et le 10 octobre 1918 dans un gouvernement de Maura.
Il occupe aussi le portefeuille de l'Intérieur à deux occasions: entre le 31 décembre 1912 et le 27 octobre 1913, et entre le 9 décembre 1915 et le 30 octobre 1916, dans des gouvernements du Comte de Romanones.
En tant que ministre du Budget, sa trajectoire se divise en deux étapes. Il occupe tout d'abord ce poste entre le 30 avril 1916 et le 11 juin 1917, dans des gouvernements du Comte de Romanones et de García Prieto respectivement. Son travail est essentiellement inspiré par les propositions du Régénérationnisme et il présente d'importants projets de loi: le premier, "en défense des intérêts espagnols", interdisait d'émettre et d'annoncer sur le marché espagnol des titres de dette et autres effets publics de gouvernements étrangers; le second est une réforme de la loi sur la location de logements. Il présente ensuite aux Cortes jusqu'à vingt-deux projets de loi liés à la réorganisation administrative, l'organisation financière, la création, la modification et la levée d'impôts, les monopoles et le développement de l'économie nationale. Il lance également avec succès un mini-emprunt d'un milliard de pesetas. Durant son second mandat au ministère du Budget, entre le 19 novembre et le 5 décembre 1918, il doit faire face aux problèmes d'approvisionnement en nourriture et des transports, comme conséquence de la Grande guerre qui avait lieu en Europe. Une partie de ses mesures portait sur une réforme agraire qui n'est pas menée à terme.
Sa dernière étape ministérielle se déroule à la tête du ministère des Affaires étrangères, dont il occupe le portefeuille le 7 décembre 1922 et le 15 septembre 1923 dans un nouveau cabinet de García Prieto.
Durant la dictature de Primo de Rivera il s'exile en France bien qu'il revient en 1930 et refuse la proposition du Roi de former un gouvernement après la chute du général Dámaso Berenguer. Par la suite, après le soulèvement militaire contre la République de 1936, il s'exile de nouveau, cette fois au Portugal, d'où il revient en 1945 en prenant la décision de s'éloigner définitivement de la vie politique.